# Държавно устройство на Ямайка
Ямайка е парламентарна монархия, в състава на Британската общност на нациите, държавен глава е кралица Елизабет II.

## Законодателна власт
Законодателната власт в Ямайка е представена от двукамарен парламент, съставен от Сенат и Камара на представителите, избирани за срок от 5 години. Сенатът се състои от 21 места, а Камарата на представителите от 60 места.